# 卡利甘傑烏帕齊拉 (拉爾莫尼哈德縣)
卡利甘傑是孟加拉國的一個烏帕齊拉，位於朗布爾專區的拉爾莫尼哈德縣。

## 人口
卡利甘傑烏帕齊拉共有戶數35459戶。據1991年孟加拉國人口普查，該地共有人口187494人，其中男性佔比51.48%，女性48.52%；成年人口89669人。該地7歲以上人口之平均識字率為24%，低於全國平均值（32.4%）。